# Gösta Thames
Hans Gösta Thames IPA: /ˈtɑːməs/, född 1 december 1916 i Katarina församling, Stockholm, död 14 september 2006 i Mjölby, Östergötlands län, var en svensk ingenjör och industridesigner som förknippas huvudsakligen med tillkomsten av "kobratelefonen", Ericofon.

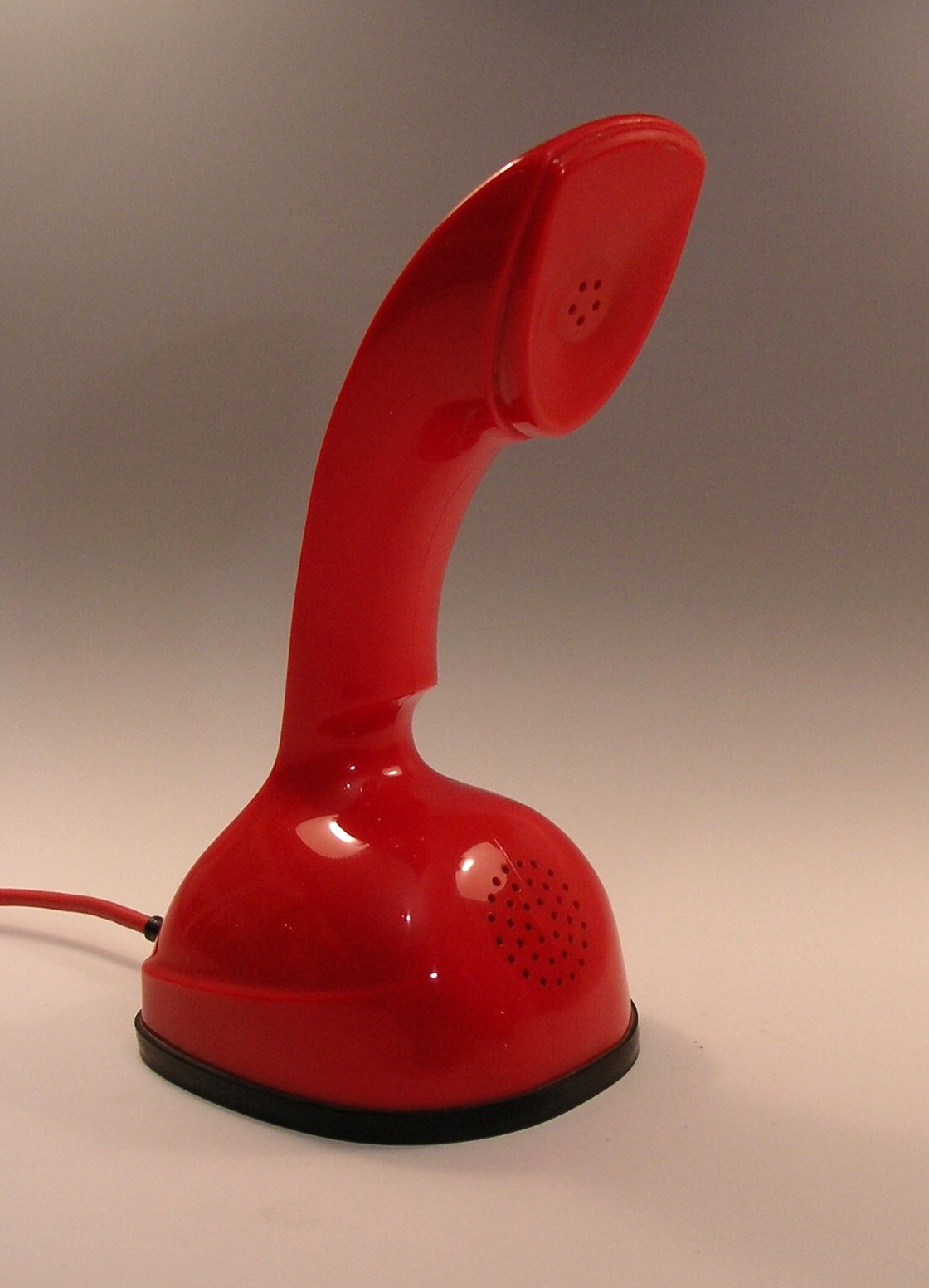
Ericofon DBJ 500

Gösta Thames anställdes 1938 som ingenjörselev på LM Ericsson. År 1949 utsågs han till att leda utvecklingsarbetet med Ericofonen, som enstyckstelefonen döptes till. Formstudier till denna telefon hade redan utförts av designern Ralph Lysell i början av 1940-talet, men andra världskriget stoppade vidareutvecklingen och Lysell lämnade Ericssons designavdelning 1944. Länge var det problem med att få in samtliga komponenter i telefonen. Men Thames var bestämd i frågan, någon dosa i väggen skulle inte behövas till Ericofonen, menade han.
"Min utgångspunkt för formgivningen var hela tiden telefonens greppvänlighet. Den skulle vara lätt och naturlig att ha i handen. Även i mörkret måste man kunna känna hur den skulle hållas", sade Thames år 2000 i en intervju. Gösta Thames skissade inte själv men efter ergonomiska genomarbetningar med Ericssons modellsnickare kom man så småningom fram till en lämplig form. År 1953 överlämnades ett första exemplar av Ericofon DBJ 500 till Televerket i samband med verkets 100-årsjubileum, och tre år senare kunde apparaten lanseras över hela världen.
Citat av Gösta Thames:
- "En formgivare kan inte utbildas till konstruktör men man kan utbilda en konstruktör till formgivare."

## Fotnoter
1. 1 2  Kunstindeks Danmark, Kunstindeks Danmark-ID: 28128, läst: 9 oktober 2017.[källa från Wikidata]
2. 1 2  Nationalmuseum, läs online, läst: 14 maj 2018.[källa från Wikidata]
3. 1 2  Artists + Artworks, läs onlineläs online, läst: 10 september 2021.[källa från Wikidata]
4. ↑  Konstnärslistan (Nationalmuseum), 12 februari 2016, läs online, läst: 25 februari 2016.[källa från Wikidata]
5. ↑  Collectie Boijmans Online, läs online, läst: 19 april 2024.[källa från Wikidata]
6. ↑  Telefonen, en designhistoria, sida 243.